# Jobbparti járás

A Jobbparti járás Észak-Oszétiában

A Jobbparti járás (oroszul Правобережный район, oszét nyelven Рахизфарсы район) Oroszország egyik járása Észak-Oszétia területén. Székhelye Beszlan.

## Népesség
- 1989-ben 48 809 lakosa volt, melyből 38 199 oszét (78,3%), 7 349 orosz (15,1%), 442 örmény, 404 ukrán, 201 ingus, 153 grúz, 50 kabar, 29 kumük.
- 2002-ben 55 685 lakosa volt, melyből 48 461 oszét (87%), 5 235 orosz (9,4%), 439 örmény, 258 grúz, 196 ukrán, 28 ingus, 24 kabar, 16 kumük.
- 2010-ben 57 063 lakosa volt, melyből 50 017 oszét, 4 834 orosz, 517 örmény, 277 grúz, 137 ukrán, 114 cigány, 110 azeri, 81 lak, 75 koreai, 70 tatár, 56 tadzsik, 47 avar, 29 görög, 29 üzbég, 26 kabard, 21 kumik, 19 fehérorosz, 17 dargin, 17 ingus, 16 türkmén, 15 lezg, 12 német stb.